# Lithocarpus elizabethiae
Lithocarpus elizabethiae là một loài thực vật có hoa trong họ Cử. Loài này được (Tutcher) Rehder mô tả khoa học đầu tiên năm 1919.